# Night Tripper
Night Tripper ist ein Album des Jazzgitarristen Vic Juris. Die Aufnahmen entstanden im April 1994 und erschienen 1995 auf SteepleChase Records.

## Hintergrund
Beginnend mit Roadsong (1978) spielte Vic Juris bis 2018 eine Reihe von Alben unter eigenem Namen ein. 1994/95 arbeitete Juris als Sideman u. a. mit Norman Hedman, Jeanie Bryson (Tonight I Need You So), David Liebman (Songs for My Daughter) und Richie Cole (Kush/The Music of Dizzy Gillespie). In dieser Zeit entstand als weiteres Album des Gitarristen Night Tripper, auf dem er – neben einigen Eigenkompositionen – Titel von Rodgers & Hart (Falling in Love with Love) und Kurt Weill (Liebeslied, auch Siehst du den Mond über Soho? aus der Dreigroschenoper), außerdem die Swingnummer I Heard You Cried Last Night und den Bossa-Nova-Titel Estate  interpretierte.

## Titelliste
- Vic Juris – Night Tripper (SteepleChase – SCCD 31353)[2]
  1. I Heard You Cried Last Night (Jerry Kruger, Ted Grouya) 4:53
  2. Dekooning (Phil Markowitz) 5:46
  3. Liebeslied (Kurt Weill) 8:34
  4. Next Victim (Vic Juris) 5:22
  5. Estate (Bruno Brighetti, Bruno Martino) 9:47
  6. Night Tripper (Vic Juris) 4:07
  7. Without You (Steve LaSpina) 6:17
  8. Falling In Love With Love (Rodgers & Hart) 7:46
  9. For Harry (Vic Juris) 7:01
  10. Marigold (Vic Juris) 7:11

## Rezeption
David R. Adler vergab an das Album in AllMusic 4½ (von fünf) Sterne. Nach Ansicht des Rezensenten ist Juris’ Improvisation auf hohem Niveau und spiele Fremdkompositionen wie Estate, Falling in Love, zwei obskure Nummern und sechs Gruppenoriginale (von denen vier seine sind) mit viel Kreativität. Der Autor lobt auch die Mitspieler des Gitarristen; Pianist Phil Markowitz, Bassist Steve LaSpina und Schlagzeuger Jeff Hirshfield „sind aufmerksam und reagieren schnell. Zwei Höhepunkte sind das exzentrische ‚Dekooning‘ und eine geschmackvolle Bossa-Nova-Wiedergabe von ‚Estate‘, die die beeindruckende Flexibilität von Juris am besten demonstrieren.“
Richard Cook und Brian Morton, die in ihrem Penguin Guide to Jazz das Album mit der Bewertung von drei Sternen auszeichneten, sind der Ansicht, dass Juris’ um 1995 entstandene SteepleChase-Alben schön gerundet sind, „obwohl man sich darüber beschweren könnte, dass es auch nicht viel Besonderes gibt“. Hervorhebenswert seien auf dem vorliegenden Album die Titel Estate und Markowitz’ Dekooning, letzteres „ein kluges und herausforderndes Stück“.